# Tura candida
Tura candida is een pissebed uit de familie Porcellionidae. De wetenschappelijke naam van de soort is voor het eerst geldig gepubliceerd in 1974 door Franco Ferrara.